# Kalendarz gregoriański

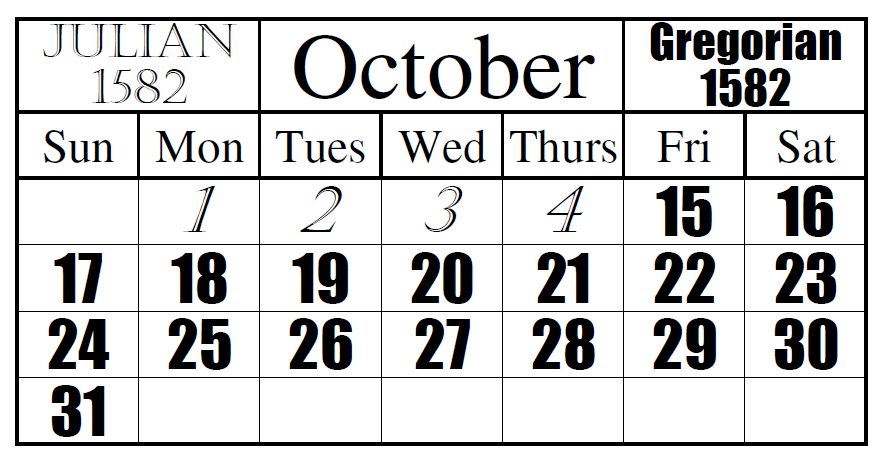
Październik 1582

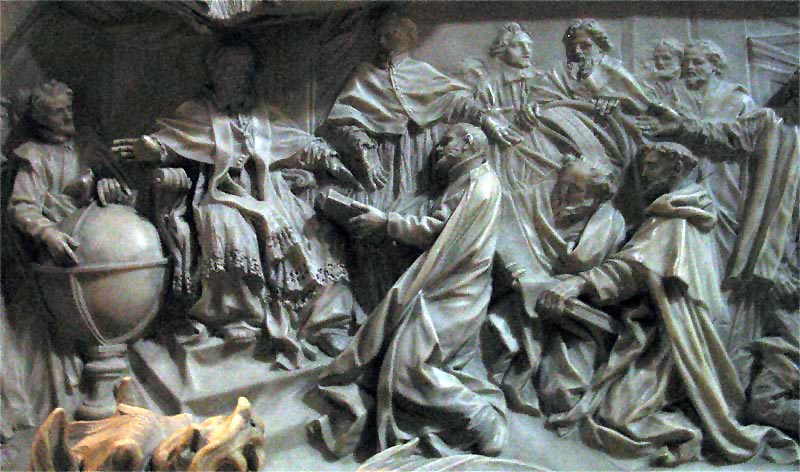
Płaskorzeźba na grobie papieża Grzegorza XIII przedstawiająca przyjęcie nowego kalendarza

Kalendarz gregoriański – kalendarz słoneczny wprowadzony w 1582 roku przez papieża Grzegorza XIII bullą Inter gravissimas; kalendarz juliański zreformowany przez Luigiego Lilio.

## Sposób naliczania dat
Jest to w zasadzie kalendarz juliański, do którego wprowadzono poprawkę w naliczaniu lat przestępnych, mającą na celu zapobiegnięcie opóźnianiu się kalendarza względem roku zwrotnikowego. Zniwelowano także część różnicy narosłej od wprowadzenia kalendarza juliańskiego. Kalendarz juliański spóźnia się o 1 dzień na 128 lat, natomiast opóźnienie kalendarza gregoriańskiego wynosi 1 dzień na ponad 3300 lat.
Różnice pomiędzy kalendarzami juliańskim i gregoriańskim sprowadzają się do dwóch kwestii:
- ominięcia 10 dat dziennych, od 5 października 1582 do 14 października 1582, co miało na celu skorygowanie powstałego opóźnienia,
- skorygowanie zasady obliczania lat przestępnych, lata o numerach podzielnych przez 100, ale niepodzielne przez 400, nie będą przestępne, przy zachowaniu przestępności pozostałych lat o numerach podzielnych przez 4. Poprawka ta znalazła dotychczas zastosowanie trzykrotnie: lata 1700, 1800 i 1900 były w kalendarzu gregoriańskim latami zwyczajnymi, podczas gdy np. 1600 i 2000 pozostały przestępne.

Wspomniana korekta nie dotyczyła całości opóźnienia narosłego od 46 p.n.e., lecz tylko jego części. Przywrócono mianowicie kalendarz do stanu, w jakim był w czasie Soboru Nicejskiego I w 325 n.e. Ma to ten skutek, że termin np. przesilenia zimowego wypada 21 lub 22 grudnia, podczas gdy w czasach Cezara przypadało ono 24 grudnia. Powód wprowadzenia częściowej korekty związany jest z faktem, że na Soborze Nicejskim I ustalono m.in. zasadę wyznaczania świąt Wielkanocy w kalendarzu juliańskim, która opiera się na założeniu, że równonoc wiosenna przypada 21 marca. Aby uniknąć ponownego przeliczania tablic komputystycznych, rachubę dni przesunięto tak, aby równonoc wiosenna znów wypadała tego właśnie dnia.

## Wprowadzenie kalendarza

### Formalne ogłoszenie kalendarza
Odpowiednia bulla (Inter gravissimas) została wydana przez papieża Grzegorza XIII (łac. Gregorius XIII – stąd nazwa kalendarza) w 1582, jednak poszczególne kraje przyjęły nowy kalendarz w różnych latach (niektóre dopiero w XX wieku), a niektóre kościoły wciąż jeszcze posługują się kalendarzem juliańskim.
Zmiana kalendarza bullą papieską stanowiła kontynuację zwyczajów starożytnego Rzymu, bowiem w państwie rzymskim kalendarzem opiekował się najwyższy kapłan – Pontifex Maximus. W roku 45 p.n.e. – kiedy wprowadzono kalendarz juliański – funkcję tę pełnił Juliusz Cezar, w czasach chrześcijańskich natomiast tytulaturę tę przejęli papieże.

### Wprowadzanie w różnych krajach
Kalendarz został wprowadzony stopniowo i najszybciej w katolickich krajach, jak np. Hiszpania, Portugalia i większość księstw Italii. W Rzeczypospolitej Obojga Narodów kalendarz został przyjęty 15 października 1582, czyli w pierwszym dniu nowego datowania według kalendarza gregoriańskiego. Tego dnia rozpoczął obrady sejm w Warszawie, a w jego aktach znalazł się zapis, że wedle poprawy nowego kalendarza w dzień świętej Jadwigi (15 października) roku tysięcznego pięćsetnego osiemdziesiąt drugiego zaczęty i zagajony został. W niedługim czasie poszło za tym przykładem wiele innych krajów katolickich. Niektóre kraje protestanckie przyjęły kalendarz jedynie po części, a niektóre dopiero w późniejszym czasie (np. w Wielkiej Brytanii w 1752).
Ostatnimi europejskimi krajami, które wprowadziły kalendarz gregoriański były: Grecja do 1923 roku używająca kalendarza juliańskiego i Turcja, która ostatecznie wdrożyła go w świeckiej republice Atatürka w 1927 roku, rezygnując z kalendarza muzułmańskiego (pierwotnie decyzję o przyjęciu nowego kalendarza podjęto jeszcze w czasie Wielkiej Wojny w roku 1917).
Republika Chińska, gdzie wcześniej funkcjonował kalendarz chiński, oficjalnie rozpoczęła proces zmiany kalendarza w 1912 roku, ale tranzycja była utrudniona ze względu na opór społeczny oraz burzliwy okres rewolucji i wojen. Faktycznie Chiny przeszły zatem dopiero w 1949 roku wraz z utworzeniem Chińskiej Republiki Ludowej.
W XXI wieku kalendarz gregoriański wprowadziła jedynie Arabia Saudyjska (w 2016 r.), co wg medialnych doniesień miało być motywowane względami ekonomicznymi – rok w kalendarzu muzułmańskim liczy 354 lub 355 dni, zaś w gregoriańskim – 365 lub 366, w konsekwencji czego pracownicy za takie samo wynagrodzenie roczne pracowaliby o 11 dni dłużej.

## Miesiące
| Lp.   | Miesiąc     | Liczba dni           |
| ----- | ----------- | -------------------- |
| 1     | styczeń     | 31                   |
| 2     | luty        | 28 (przestępny 29)   |
| 3     | marzec      | 31                   |
| 4     | kwiecień    | 30                   |
| 5     | maj         | 31                   |
| 6     | czerwiec    | 30                   |
| 7     | lipiec      | 31                   |
| 8     | sierpień    | 31                   |
| 9     | wrzesień    | 30                   |
| 10    | październik | 31                   |
| 11    | listopad    | 30                   |
| 12    | grudzień    | 31                   |
| Razem | Razem       | 365 (przestępny 366) |